# 中の丘駅
中の丘駅（なかのおかえき）は、北海道芦別市中の丘町にあった三井芦別鉄道の駅（廃駅）である。駅前には呉服店、文具店、食品店、鉱業高校があった。

## 歴史
出典:
- 1949年（昭和24年）9月15日 : 三井鉱山芦別鉄道の駅として開業。一般駅。
- 1960年（昭和35年）10月1日 : 三井芦別鉄道に移管。
- 1972年（昭和47年）6月1日 : 旅客取り扱い廃止。
- 1989年（平成元年）3月26日 : 廃止。

### 現在
中の丘駅と入山駅の間にある炭山川橋梁には、ディーゼル機関車DD501が展示されており眺めることができる。

## 隣の駅
三井芦別鉄道
三井芦別鉄道線
入山停留場 - 中の丘駅 - 幸町停留場